# Patis (plante)
Genre
Patis  est un genre de plantes monocotylédones de la famille des Poaceae (graminées), sous-famille des Pooideae, originaire d'Eurasie et d'Amérique du Nord, qui comprend  trois espèces.
Ce genre a été créé en 2011 à la suite d'étude phylogénétiques qui ont conduit à extraire trois espèces du complexe Oryzopsis / Piptatherum pour rétablir ce genre initialement décrit en 1942, à modifier la circonscription du genre Piptatherum et à créer un nouveau genre, Piptatheropsis.

## Liste d'espèces
Selon Tropicos (4 juillet 2017) :
- Patis coreana (Honda) Ohwi
- Patis obtusa (Stapf) Romasch., P.M. Peterson & Soreng
- Patis racemosa (Sm.) Romasch., P.M. Peterson & Soreng